# Tavares Gooden
Pour les articles homonymes, voir Gooden.
(en) Statistiques sur pro-football-reference
Tavares Gooden (né le 7 octobre 1984 à Fort Lauderdale) est un joueur américain de football américain.

## Enfance
Gooden joue à la St. Thomas Aquinas High School de sa ville natale de Fort Lauderdale où il joue avec Nate Salley. En 2001, il fait quatre-vingt-sept tacles, 12,5 sacks et trois provocations de fumble. Le site Rivals.com le classe quatre étoiles (sur cinq), et il est classé numéro cinq au poste d' inside linebacker pour le recrutement de 2003.

## Carrière

### Université
Il choisit d'entrer à l'université de Miami, déclinant les propositions de l'université d'État d'Ohio et de l'université d'État de Louisiane. En 2004, il joue les treize matchs de la saison surtout dans l'escouade spéciale où il fait dix tacles. La saison suivante, il devient linebacker titulaire mais se blesse à l'épaule et ne peut jouer les trois derniers matchs de la saison, totalisant quatre-vingt-trois tacles, dix tacles pour des pertes et trois passes brisées. Il est un des participants du Peach Bowl 2004, titulaire, il fait six tacles, un tacle pour une perte et une passe déviée.
En 2005, il se disloque une épaule lors du premier quart du match d'ouverture de la saison contre l'université d'État de Floride et rate le reste de la saison. Il revient en 2006 à son poste de linebacker et joue onze matchs dont quatre titulaire, faisant quarante-et-un tacles, cinq tacles pour des pertes, trois pressions sur quarterback et deux passes déviées. Gooden tacle à neuf reprises lors du MPC Computers Bowl 2006.
Tavares suscite aussi la critique lorsqu'il se laisse entrainer par un groupe de rap baptisé 7th Floor Crew comptant des membres de l'université.

### Professionnel
Tavares Gooden est sélectionné au troisième tour du draft de la NFL de 2008 par les Ravens de Baltimore au soixante-et-onzième choix. Lors de sa saison de rookie, il fait cinq tacles en quatre matchs. Il est nommé titulaire en 2009 aux côtés de Ray Lewis mais se blesse ne comptant que douze matchs et quarante-sept tacles. Il fait une saison 2010 comme remplaçant et est libéré le 3 septembre 2011, juste avant le début de la saison.
Le lendemain, il signe un contrat avec les 49ers de San Francisco d'une durée d'un an.